# Простой тип шизофрении
Просто́й тип шизофрени́и (или же проста́я фо́рма шизофрени́и, проста́я шизофрени́я, симплекс-шизофрения) — психическое заболевание, при котором присутствуют главным образом негативные шизофренические симптомы (такие как апатия, абулия, аффективное уплощение). Развивается обычно в подростковом или юношеском возрасте (14—20 лет), то есть позже, чем гебефреническая и кататоническая, но раньше, чем параноидная.

## История
Простая шизофрения впервые была описана Отто Димом в 1903 году под названием dementia simplex (с лат. — «слабоумие простое»).

## Описание
Для больных характерны такие преморбидные черты личности, как застенчивость, робость, пугливость, инфантильность, а также выраженные шизоидные черты — от чрезмерной чувствительности и ранимости до апатичности, холодности и «аффективной тупости».
В начале течения болезни психическое расстройство выражается в усилении черт, напоминающих акцентуацию характера, а затем происходит искажение черт. Личность усердных, послушных, вежливых подростков внезапно изменяется: они становятся грубыми в общении, теряют чувства к близким родственникам или даже начинают проявлять к ним ненависть и необоснованную жестокость, перестают посещать занятия, бесцельно лежат на кровати и ощущают безразличие к полезным занятиям, долго спят или бродяжничают, пренебрегают правилами гигиены и не следят за одеждой. Голос становится монотонным, а мимика и моторика невыразительными.
Вместо продуктивной деятельности многие больные начинают размышлять на отвлечённые темы, например о проблемах мироздания, о смысле жизни и о смерти, погружаются в изучение философии, лингвистики и прочих теоретических наук, к которым обычно не имеют подготовки, что можно рассматривать как симптом метафизической интоксикации. Больной может заниматься построением оторванных от реальности теорий философии, решением запутанных математических задач, бесцельным изобретательством, коллекционированием ненужных вещей и т. п..
Стойкие галлюцинации и бред при простой форме шизофрении обычно отсутствуют, но со временем такая симптоматика может появиться. Реже появляются кататонические или аффективные нарушения. Продуктивная психотическая симптоматика возможна и в начале заболевания, при дебюте: могут наблюдаться нестойкие бредовые идеи преследования, отношения и особого значения, но через короткое время она редуцируется. Некоторые исследователи заявляют, что бреда и галлюцинаций во́все не возникает, могут проявляться лишь рудиментарные галлюцинаторные расстройства («оклики») и эпизодическая бредовая настороженность. Часто отмечаются адинамические депрессии, сенестопатии и дисморфофобии.
Нейрокогнитивный дефицит при простой шизофрении проявляется в ухудшении памяти, рассеянности, трудности при планировании какой-либо деятельности и слабости суждений.
Могут наличествовать расстройства мышления («формальные нарушения мышления», «расстройства ассоциативного процесса», «расстройства процесса мышления»). Проявляется это в обеднении речи, перерывами в ассоциативном процессе (т. н. «шперрунги»), в ненамеренном соскальзывании с темы. Может отмечаться чувство открытости мыслей (когда другие люди якобы могут видеть или слышать мысли больных), задержка, исчезновение, наплывы или неподчиняемость мыслей. Также могут появиться стереотипии: покачивания, жесты, покашливания, что некоторыми исследователями относится к стёртым кататоническим симптомам. Могут присутствовать неопределённые ипохондрические жалобы.
В начальном периоде заболевания характерно преобладание психопатоподобной (36,8 %), неврозоподобной (29 %) и апато-абулической (34,2 %) симптоматики. В дальнейшем наблюдается нарастание апато-абулического синдрома и снижение энергетического потенциала, нарастание явлений психического автоматизма, и формирование психического дефекта.
Близкие родственники больного могут не замечать проявления болезни и считать их плохим характером или ленью:18.

## Классификация

### МКБ-9
В международной классификации болезней, травм и причин смерти 9-го пересмотра (МКБ-9) простой тип шизофрении (код 295.0) описан как «психоз, при котором наблюдается довольно быстрое развитие странностей в поведении, снижение способности удовлетворять требованиям общества и ослабление общей активности». В классификации также отмечается, что галлюцинации, бред и другие психотические расстройства не столь выражены по сравнению с параноидной, гебефренической и кататонической шизофренией. При нарастании социальной дезадаптации больной может начать заниматься бродяжничеством. Характерны бездеятельность, бесцельность и аутичность.
Отмечается необходимость осторожного диагностирования этой формы шизофрении, так как её симптомы нечётко обозначены.
Исключена: вялотекущая простая шизофрения (код 295.52).

### МКБ-10
Диагноз простой шизофрении по Международной классификации болезней 10-го пересмотра ставится при нарастании негативных симптомов шизофрении (уплощение аффекта, утрата побуждений) у пациента, сопровождающихся всё большей неспособностью соответствовать требованиям общества, развитием странностей в поведении и снижением общей продуктивности. При этом бредовые расстройства и галлюцинации не должны отмечаться. Включаются простой вариант злокачественной шизофрении и симплекс-шизофрения, исключается «бедная симптомами» шизофрения (F21.5).
Для диагностики простой шизофрении по МКБ-10 необходимо соответствие следующим критериям:

- A. Медленное прогрессирующее развитие на протяжении не менее года всех трёх признаков:

1. отчётливое изменение преморбидной личности, проявляющееся потерей влечений и интересов, бездеятельностью и бесцельным поведением, самопоглощённостью и социальной аутизацией;
2. постепенное появление и углубление «негативных» симптомов, таких как выраженная апатия, обеднение речи, гипоактивность, эмоциональная сглаженность, пассивность и отсутствие инициативы и бедность невербального общения (определяемая по мимическому выражению лица, контактности во взгляде, модуляции голоса или позы);
3. отчётливое снижение социальной, учебной или профессиональной продуктивности.

- B. Отсутствие в какое бы то ни было время аномальных субъективных переживаний, на которые указывалось в G1 в F20.0—F20.3, а также галлюцинаций или достаточно полно сформировавшихся бредовых идей любого вида, то есть клинический случай никогда не должен отвечать критериям любого другого типа шизофрении или любого другого психотического расстройства.
- C. Отсутствие данных по деменции или другому органическому психическому расстройству, как они представлены в секции F0.

Оригинальный текст (англ.)
- A. Slowly progressive development over a period of at least one year, of all three of the following:

1. A significant and consistent change in the overall quality of some aspects of personal behaviour, manifest as loss of drive and interests, aimlessness, idleness, a self-absorbed attitude, and social withdrawal.
2. Gradual appearance and deepening of “negative” symptoms such as marked apathy, paucity of speech, underactivity, blunting of affect, passivity and lack of initiative, and poor non-verbal communication (by facial expression, eye contact, voice modulation and posture).
3. Marked decline in social, scholastic, or occupational performance.

- B. Absence, at any time, of any symptoms referred to in G1 in F20.0—F20.3, and of hallucinations or wellformed delusions of any kind, i. e. the subject must never have met the criteria for any other type of schizophrenia, or any other psychotic disorder.
- C. Absence of evidence of dementia or any other organic mental disorder listed in section F0.

— Международная классификация болезней, 10-й пересмотр. Исследовательские диагностические критерии

#### Варианты течения
Обозначение типов течения заболевания по МКБ-10:
- непрерывное F20.60
- эпизодическое с нарастающим дефектом F20.61
- эпизодическое со стабильным дефектом F20.62
- эпизодическое ремитирующее F20.63

Неполная ремиссия обозначается кодом F20.64, а полная F20.65.

#### Дифференциальный диагноз
Следует исключить шизоидное расстройство личности, демиелинизирующий склерозирующий лейкоэнцефалит. Дифференциальная диагностика простой шизофрении от акцентуаций характера и расстройств личности может представлять определённые трудности.

### МКБ-11
В Международной классификации болезней 11-го пересмотра, которая вступила в силу в 2022 году, отсутствуют все подтипы шизофрении, включая простой тип. Для обозначения наличия негативных психопатологических симптомов при шизофрении будет использоваться дополнительный диагностический код 6A25.1 («негативные симптомы при преимущественно психотических расстройствах»).

### DSM
«Простой тип шизофрении» (англ. schizophrenia, simple type, код 295.0) присутствовал во втором издании американского «Диагностического и статистического руководства по психическим расстройствам» — DSM-II 1968 года. В нём он описывался как «психоз, характеризующийся медленным и протекающим без явных симптомов снижением внешних привязанностей и интересов, апатии и безразличии, ведущими к оскудению межличностных отношений, интеллектуальной деградации и приспосабливанию к более низкому уровню функционирования». Также отмечался контраст с шизоидным расстройством личности, при котором прогрессирование симптомов малое, либо вовсе отсутствует.
В DSM-III и DSM-III-R простой тип шизофрении не упоминается.
В DSM-IV и DSM-IV-TR простой тип шизофрении не является признанным диагнозом, однако в приложении «B» перечислен «набор критериев и осей, предоставленный для дальнейшего изучения», где упомянута простая шизофрения, названная «простым прогредиентным расстройством» (англ. simple deteriorative disorder (simple schizophrenia)).
Критерии простого прогредиентного расстройства были указаны следующие:
- прогрессирование расстройства как минимум в течение 1 года;
- заметное снижение в профессиональной или академической продуктивности;
- плохие межличностные взаимоотношения и социальная изоляция;
- постепенное появление и усугубление негативной симптоматики, а именно аффективного уплощения, безволия и алогии;
- нет соответствия критериям «A» шизофрении (присутствия одновременно 2 или более из следующих симптомов: бред, галлюцинации, дезорганизованная речь, грубое дезорганизованное или кататоническое поведение, негативные симптомы);
- исключены шизотипическое и шизоидное расстройство личности, психотическое расстройство, аффективное расстройство, тревожное расстройство, умственная отсталость и деменция;
- состояние не вызвано прямыми физиологическими эффектами вещества или общим медицинским состоянием.

В DSM-5 данное расстройство не включено. В последнем издании «Диагностического и статистического руководства по психическим расстройствам» близким (но не идентичным) по критериям расстройством является шизотипическое расстройство личности (англ. schizotypal personality disorder).

### Другое
А. Калиновский выделяет следующие диагностические критерии простого типа шизофрении:
- а) снижение общей активности и инициативы;
- б) постепенная потеря интересов;
- в) аутизм;
- г) нарушение контакта с окружающими людьми, вплоть до самоизоляции;
- д) формальные расстройства мышления;
- е) аффективные расстройства (обеднение и неадекватность эмоций);
- ж) амбивалентность;
- з) отсутствие критики к болезненным проявлениям.

## Течение и варианты простой шизофрении
Как и гебефрения, простой тип шизофрении начинается обычно в подростковом и юношеском возрасте. Течение медленное, непрерывно-прогредиентное, наступление ремиссии установить практически невозможно. Многие психиатры отмечают, что злокачественное течение простого типа шизофрении встречается значительно реже, чем вялое.
Выделяют также психопатоподобный и неврозоподобный типы течения. Некоторые исследователи выделяют другие варианты простого типа шизофрении: «психопатоподобный», дебютирующий в юношеском возрасте и «псевдоолигофренический», развивающийся в детстве.

## Критика
Некоторые психиатры ставят под сомнение существование простой формы шизофрении. При этом «простой тип» рассматривают либо как быстро формирующийся дефект параноидной шизофрении, либо как клинический вариант гебефренической шизофрении. Карл Ясперс и Карл Леонгард сомневались в существовании этой формы. Эмиль Крепелин считал простую форму шизофрении редкой.

## Терапия
При простом типе шизофрении применяются малые дозы нейролептиков (антипсихотиков), ранее применялась также инсулинокоматозная терапия:163 (инсулинокоматозная терапия может ухудшить состояние при простой шизофрении).
При простой злокачественной шизофрении может применяться клозапин. Длительное применение клозапина, как утверждается в российском руководстве, даёт небольшое сглаживание негативной симптоматики и замедление течения болезни. Препараты 2-го ряда при лечении простой злокачественной шизофрении — атипичные антипсихотики нового поколения. Атипичные антипсихотики нового поколения не вызывают выраженного затормаживающего действия и реже вызывают экстрапирамидные эффекты, поэтому их применение обычно не вызывает развития вторичных негативных расстройств. Однако способность антипсихотиков снижать выраженность первичной негативной симптоматики до сих пор не имеет достоверных доказательств: предполагается, что они эффективны только в отношении вторичных негативных симптомов.
Метаанализ 2014 года, включивший 168 рандомизированных контролируемых испытаний, в которых рассматривались такие разновидности лечения негативной симптоматики шизофрении, как применение атипичных антипсихотиков, антидепрессантов, психологическое вмешательство и пр., показал, что разница между этими видами лечения и плацебо статистически мала и не достигает порога клинически значимого улучшения.
При применении кветиапина, согласно мнению авторов российского руководства, чаще всего наблюдалось улучшение состояния больных. В литературе описаны случаи, когда применение кветиапина, рисперидона и амисульприда у больных простым типом шизофрении вызывало оживление и некоторую активацию.
Исследования показали эффективность непосредственного предшественника дофамина — леводопы при лечении простого типа шизофрении. При её приёме у пациентов снизилась склонность к изоляции, апатия, эмоциональное отчуждение, уплощённый аффект, при этом дополнительных продуктивных симптомов вызвано не было.
Не рекомендуется использовать традиционные (типичные) антипсихотики (галоперидол, хлорпромазин и т. д.) из-за вероятности усиления тяжести негативной симптоматики.